# Alejandra Valencia
Pour les articles homonymes, voir Valencia.
Alejandra Valencia Trujillo, née le 17 octobre 1994 à Hermosillo, est une archère mexicaine.
Elle est médaillée aux championnats du monde 2017 (Mexico), et aux jeux olympiques d’été de Tokyo (2020) et de Paris (2024). 

## Carrière
Alejandra Valencia remporte deux médailles de bronze, en individuel et par équipes, à l'Universiade d'été de 2017 à Taipei et la médaille d'argent par équipes lors des Championnats du monde de tir à l'arc 2017 à Mexico.
Elle est médaillée de bronze en tir à l'arc par équipe mixte avec Luis Álvarez aux Jeux olympiques d'été de 2020 à Tokyo.
Sélectionnée pour les Jeux olympiques d'été de 2024, elle remporte la médaille de bronze par équipes avec Ángela Ruiz et Ana Paula Vázquez face aux Néerlandaises, 6 à 2.